# Département de Veinticinco de Mayo (Misiones)
Le département de Veinticinco de Mayo est une des 17 subdivisions de la province de Misiones, en Argentine. Son chef-lieu est la ville de Alba Posse.
Le département a une superficie de 1 629 km2. Sa population s'élevait à 27 187 habitants, selon le recensement de 2001. Elle était estimée à 28 744 habitants par l'INDEC en 2005.